# Jakub Pavel
Jakub Pavel (19. července 1903 Komařice – 10. května 1974 Praha) byl český historik umění, pedagog a památkář.

## Život
V letech 1922–1928 studoval na Filozofické fakultě Univerzity Karlovy zeměpis a všeobecné dějiny a na Faculté des Lettres v Remeši s podporou stipendia francouzské vlády. Studia ukončil v Praze obhajobou disertace roku 1928.
V letech 1928–1930 působil jako středoškolský učitel v Českém Brodě a v letech 1930–1942 na Jiráskově gymnáziu v Praze Resslově ulici 10. V letech 1942–1945 pracoval ve Státním fotoměřickém ústavu. Po válce pracoval na ministerstvu školství (1945–1949) a ve Státním ústavu památkové péče (1949–1961). Od roku 1961 byl docentem dějin umění na Vysoké škole uměleckoprůmyslové v Praze.
Věnoval se dokumentaci památkových měst a objektů. Jako teoretik památkové péče byl spoluautorem a signatářem Benátské charty, která v roce 1964 položila základy moderní mezinárodní památkové péči.

## Dílo
- Vyšší Brod, Praha 1932
- Dějiny našeho umění, Česká grafická unie a.s., Praha (1939, 1946)
- Překlad Vita Caroli, Melantrich, Praha 1946
- Pardubice. Státní zámek a městská památková rezervace, STN Praha 1953
- Pardubice, STN Praha 1954 (s V. Zikmundem a J. Veselým)
- Rychnov nad Kněžnou, státní zámek, město a okolí. STN Praha 1954 (s Bohumírem Lifkou a Hugo Rokytou)
- Kunětická Hora, Praha 1958 (s J. Heroutem a K. Hlávkou)
- Červená Lhota. Státní zámek a památky v okolí, Praha 1959 (s J. Klikem)
- Praha uměleckých památek, Praha 1960
- Nové Město nad Metují. Městská rezervace, státní zámek a okolí, Praha 1962
- Státní zámek Pardubice, Pardubice 1963
- České Budějovice,Praha 1965,nakl.SNKLU,(fotografové Vlad.Fyman a Vlad.Hyhlík)
- Státní zámek Rychnov nad Kněžnou, Pardubice 1966
- Chrám sv. Víta v Praze, Praha 1968 (angl., něm.)
- Nové Město nad Metují, Pardubice 1968
- Ochrana kulturních památek, Praha 1969
- Nymburk, historický a stavební vývoj města, Nymburk 1970
- Dějiny umění v Československu : stavitelství, sochařství, malířství, nakl. Práce, Praha 1971, 1978
- České Budějovice, Praha 1979 (s Evou Šamánkovou)
- Kolowratský zámek Rychnov nad Kněžnou, Praha 2002